# Шесть (река)
Шесть — река в России, протекает по Псковской области. Устье реки находится в 181 км от устья Великой по правому берегу. Длина реки — 64 км, площадь водосборного бассейна — 450 км².
- В 51 км от устья, по левому берегу впадает Черничка.
- В 41 км от устья, по правому берегу впадает Глядня.
- В 24 км от устья, по правому берегу впадает Гвоздня.

## Данные водного реестра
По данным государственного водного реестра России относится к Балтийскому бассейновому округу, водохозяйственный участок реки — Великая. Относится к речному бассейну реки Нарва (российская часть бассейна).
Код объекта в государственном водном реестре — 01030000112102000027888.